# J. M. Barrie
Pour les articles homonymes, voir Barrie (homonymie).
James Matthew Barrie, plus connu sous la signature de J. M. Barrie, 1er baronnet, né le 9 mai 1860 à Kirriemuir (Écosse) et mort le 19 juin 1937 à Marylebone (Londres, Angleterre) est un écrivain et dramaturge écossais, célèbre pour avoir créé le personnage de Peter Pan. Il est surnommé par sa famille Jimmy ou Jamie.

## Biographie
J. M. Barrie est né le 9 mai 1860 à Kirriemuir, dans le comté d'Angus, en Écosse. Il est le neuvième enfant et le troisième et dernier garçon de la famille. Son père, David Barrie, est ouvrier tisserand et sa mère, Margaret Ogilvy, était la fille d'un maçon et avait assumé les responsabilités de sa défunte mère à l'âge de 8 ans.
Ils sont en tout dix enfants dans la famille :
- Alexander Ogilvy Barrie 1842-1914
- Mary Edward Barrie 1845-1918
- Jane Ann Barrie 1847-1895
- Elizabeth How Barrie 1849-1851
- Agnes Matthew Barrie 1850-1851
- David Ogilvy Barrie 1853-1867
- Sarah Mitchell Barrie 1855-1903
- Isabella Ogilvy Barrie 1858-1902
- Margaret Barrie 1863-1937

Sa mère, une femme forte et intelligente, a une importance capitale dans sa vie. Elle lui donne tout d'abord le goût de la fiction en lui lisant des histoires, les Mille et une nuits, le Pilgrims’s Progress de Bunyan ou le Robinson Crusoë de Defoë.
Le fils préféré  de sa mère, David, qui avait à peu près le double de son âge (13 ans), mourut lorsque James Matthew n'avait pas encore sept ans d'un accident de patin à glace. Sa mère demeura prostrée pendant un an, jusqu'à ce que le jeune Jimmy vienne lui parler, un jour, à son chevet. La scène est évoquée dans ce livre qui ne parle que de sa mère, Margaret Ogilvy
Le petit Jimmy (diminutif de James) essaye de le remplacer dans le cœur de sa mère, allant jusqu'à s'habiller avec les vêtements du défunt pour s'identifier à lui. L'enfance de J. M. Barrie est marquée par ce drame et le petit James se construit sur une fêlure. Toute sa vie, il essaye d'emporter l'amour de sa mère, mais n'y parvient jamais tout à fait. Il se donne mission de consoler sa mère de cette perte et son besoin d'écrire provient très probablement d'une volonté de récréer le monde en niant le drame, le thème de la jeunesse éternelle est récurrent dans son œuvre. On retrouve un personnage appelé David dans plusieurs de ses œuvres ainsi qu'un certain nombre de fantômes.
J. M. Barrie rejoint son frère aîné devenu professeur à Glasgow en 1868 (à 8 ans), il y fréquente plus tard les écoles de Forfar et Dumfries. En 1872, la famille Barrie emménage dans une maison plus vaste et le jeune James se passionne pour Walter Scott.
Durant ses années d'étude à Glasgow, James Barrie découvre Shakespeare et le théâtre et monte une troupe d'amateurs avec ses camarades.
Il entre à l'université d'Édimbourg en 1878, d'où il ressort, quatre ans plus tard, muni d'un Master of arts (équivalent d'un D.E.A.). Il travaille ensuite comme journaliste pour le Journal de Nottingham, expérience relatée dans When a Man's Single, (1888) ; c'est là qu'il contracte l'habitude de fumer la pipe, qu'il exalte dans My Lady Nicotine en 1890. Il s'installe à son compte à Londres en 1885 et collabore à différents journaux. Il se fait remarquer en 1889 par la publication d'un recueil de chroniques, Les Onze d'Édimbourg.
En 1890, J. M. Barrie compose une petite pièce, Le Fantôme d'Ibsen, qui tourne en dérision le dramaturge norvégien, alors très apprécié de la scène londonienne. Son roman, The little minister remporte un certain succès en 1891 et, en 1892, notre jeune auteur rencontre son compatriote Conan Doyle (tous deux sont écossais) avec qui il devient ami.
Sa pièce, A professor's love story, rencontre également un grand succès en 1894 et il épouse, la même année, l'actrice Mary Ansell, actrice principale d'une de l'une de ses pièces (Walker), mais le mariage ne fut pas heureux. Sans enfant, l'union fut rompue par un divorce, requête déposée en 1909 et divorce effectif en 1910 demandée par l'épouse et auquel Barrie ne put s'opposer malgré toutes ses tentatives. Elle prit un amant, Gilbert Cannan, qu'elle épousera le 28 avril 1910, six mois après son divorce. Elle divorcera à nouveau en 1918. Elle n'aura pas d'enfants. Elle mourra à Biarritz en 1950. Jusqu'à sa mort, Barrie l'aidera financièrement. Implicitement, malgré l'adultère, il se reconnaissait comme responsable de l'échec de leur mariage.

J. M. Barrie était un homme menu et fluet, de petite taille. On a parfois souligné sa démarche quasi-enfantine (tel son héros Peter qui ne veut pas grandir). On suppose, sans la moindre preuve, que ce personnage atypique était asexuel et que ce fut l'une des raisons du divorce (cf. syndrome de Peter Pan).

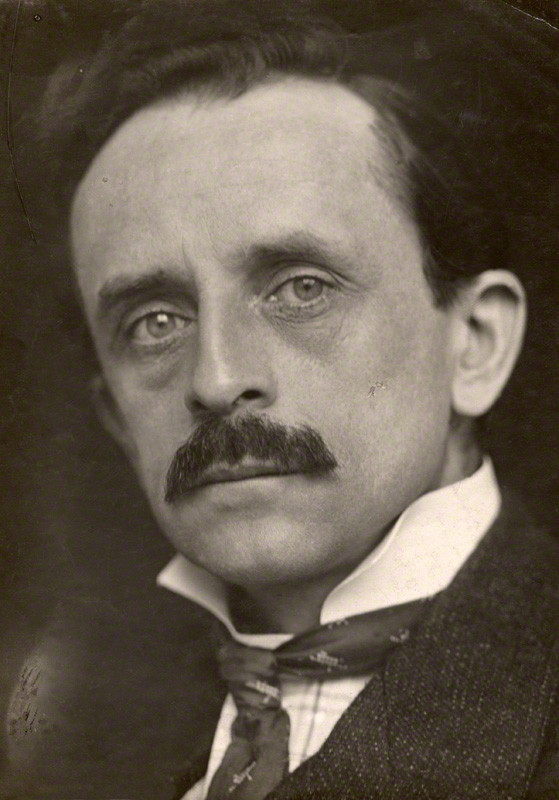
J. M. Barrie par George Charles Beresford (1902)

En 1902, James Barrie est devenu un dramaturge incontournable ; deux de ses pièces triomphent sur les scènes londoniennes (L'Admirable Crichton et Quality Street (en)). Le personnage de Peter Pan apparaît pour la première fois dans un roman fantaisiste intitulé Le petit oiseau blanc. J. M. Barrie développe le personnage de Peter pour créer la pièce de théâtre Peter Pan; or, The Boy Who Wouldn't Grow Up (Peter Pan, ou le garçon qui ne voulait pas grandir) dont la première eut lieu à Londres le 27 décembre 1904.
La carrière de J. M. Barrie n'a dès lors guère d'interruption. .
La version romanesque de Peter Pan, Peter and Wendy (Peter et Wendy) est publiée en 1911.
Il connaît encore le succès entre 1917 et 1920 avec A kiss for Cinderella, Dear Brutus et Mary Rose.
La carrière de James Barrie n'a pas manqué d'honneurs : un titre de baronnet lui a été décerné en 1913. Il reçoit l'ordre du Mérite en 1922, le rectorat de l'université de St Andrews (Écosse) — devant laquelle il prononce une émouvante allocution (Courage, 1922) —, puis les fonctions de chancelier de l'université d'Édimbourg.
Il revient au roman en 1930 avec Adieu, Miss Julie Logan, un récit fantastique.
Barrie meurt d'une pneumonie le 19 juin 1937. Il est enterré au cimetière de Kirriemuir, son lieu de naissance, aux côtés de ses parents et de sa fratrie. Sa maison natale, au 4 Brechin Road, est entretenue et transformée en musée par le National Trust for Scotland.

### Tuteur des garçons Llewelyn Davies
En 1897, dans le parc de Kensington (Londres), James Barrie rencontre les enfants Llewelyn Davies (George, Jack, Michael et Peter) pour lesquels il imagine les aventures de Peter Pan. Il se lie aussi aux parents, Sylvia Llewelyn Davis, fille de l’écrivain George du Maurier, et Arthur, avocat respecté.
Il devient alors un ami très intime de la famille Llewelyn Davies, surtout des enfants, qui lui inspirent les personnages de Peter Pan et pour qui il est donc « l'oncle Jim ».
Lorsque Arthur Llewelyn Davies meurt en 1907, Barrie est devenu un proche des Davies, leur fournissant un soutien financier, les revenus de sa pièce Peter Pan et d'autres oeuvres, pourvoyant largement aux besoins de subsistance et d'éducation des enfants. Il cultive une amitié ambiguë, mais respectueuse, avec Sylvia Llewelyn Davies, la mère des enfants. Il lui propose par la suite de l'épouser, ce qu'elle refuse.
Cette période de la vie de J. M. Barrie est retracée dans le film Neverland. La rencontre de J. M. Barrie avec la famille Llewelyn Davies et la création de Peter Pan est ainsi racontée de manière assez éloignée de la réalité.
Sylvia meurt en 1910, demandant que James Matthew Barrie soit le tuteur de ses garçons, avec sa mère Emma, son frère Guy Du Maurier et le frère d'Arthur, Compton. Cela montre aussi son absolue confiance en J. M. Barrie comme protecteur de ses fils et son désir qu'ils le traitent avec une confiance absolue et sincérité. Il s'occupe donc des garçons pendant leur enfance et leur adolescence, devient leur tuteur et traite ses pupilles George, Jack, Peter, Michael et Nicholas (le petit dernier) comme ses fils.
Deux des enfants connaissent une mort prématurée qui affecte J. M. Barrie très profondément. George est tué en 1915 pendant la Première Guerre mondiale ; Michael, avec qui J. M. Barrie a tenu une correspondance tous les jours jusqu'à l'université, se noie en 1921 avec son ami Rupert Buxton, à Sandford Lock près d'Oxford, environ un mois avant son 21e anniversaire.
Peter devint éditeur (Peter Davies Publishing). Mais, à la suite d'une grave dépression nerveuse, il se suicida en se jetant sous une rame de métro à la station « Sloane Square » à Londres, le 5 avril 1960. Il était âgé de 63 ans.
Jack est décédé le 17 septembre 1959 à l'âge de 65 ans d'une maladie pulmonaire; son frère Peter se suicide environ sept mois plus tard.
Nicholas est décédé le 14 octobre 1980 à son domicile d'Eythorne, dans le Kent.

### Citations
« Chaque fois qu'un enfant dit : «Je ne crois pas aux fées.», il y a, quelque part, une petite fée qui meurt. »

## Œuvres

### En langue originale
- Bandolero, the Bandit
- Caught Napping
- Auld Licht Idylls
- Better Dead
- When a Man's Single
- A window in the Thrums
- An Edinburgh Eleven
- My Lady Nicotine
- The Little Minister
- Ibsen's Ghost
- Richard Savage
- A Holiday in Bed / Life in a Country Manse
- Walker
- Jane Annie
- Two of Them
- Tillyloss Scandal
- A Lady's Shoe
- Becky Sharp
- Professor's Love Story
- The Sabbath Day
- Sentimental Tommy
- Margaret Ogilvy
- Tommy and Grizel
- A Platonic Friendship
- An Auld Licht Manse
- The Allahakbarries Book
- The Wedding Guest
- Quality Street
- The Little White Bird (Le Petit Oiseau blanc)
- The Admirable Crichton
- Little Mary
- Peter Pan or the Boy Who Would Not Grow Up
- Pantaloon
- Alice Sit-by-the-fire
- Josephine
- Punch
- Peter Pan in Kensington Gardens
- What Every Woman Knows
- When Wendy Grew Up : an Afterthought
- George Meredith
- Old Friends
- A Slice of Life
- The Twelve-pound Look
- Peter and Wendy
- Rosalind
- The Dramatist Get What They Want
- The Will
- The Adored One
- Half Hours
- Der tag
- Rosy Rapture, the Pride of the Beauty Chorus
- The Fatal Typist
- The New World
- Kiss for Cinderella
- The Real Thing at Least
- Irene Vanbrugh's Pantomime
- Shakespeare's Legacy
- Dear Brutus
- The Old Lady Shows Her Medals
- Reconstructing the Crime
- Who Was Sarah Findlay ?
- A Well-remembered Voice
- Echoes of the War
- The Truth About the Russian Dancers
- Mary Rose
- Shall We Joint the Ladies ?
- Neil and the Tintinnabulum
- Representative Plays
- Barbara's Wedding
- The Plays of J. M. Barrie
- Farewell Miss Julie Logan : A Wintry Tale
- The Boy David - A Play in Three Acts

### Quelques traductions
- James Matthew Barrie, Le Petit Oiseau blanc, Terre de Brume, 2006 ; nouvelle édition revue et corrigée en 2013. Traduction Céline-Albin Faivre.
- James Matthew Barrie, Peter Pan dans les Jardins de Kensington, Terre de Brume, 2010. Traduction Céline-Albin Faivre.
- James Matthew Barrie, Margaret Ogilvy, Actes Sud, 2010. Traduction Céline-Albin Faivre.
- James Matthew Barrie, Hook à Eton, Revue Belphegor, 2011, Traduction de Céline-Albin Faivre.
- James Matthew Barrie, Adieu, Miss Julie Logan, Actes Sud, 2012. Traduction Céline-Albin Faivre.
- James Matthew Barrie, Peter Pan, l'École des loisirs, 2013. Traduction de Stéphane Labbe.
- James Matthew Barrie, Mary Rose, Terre de Brume, 2014, Traduction Céline-Albin Faivre.
- James Matthew Barrie, L'admirable Crichton, Éditions du Brigadier, 2023. Traduction de Jean-Joël Huber.

## Adaptation de ses œuvres

### Cinéma
- Adapté de Peter Pan
  - Peter Pan, film muet de Herbert Brenon (1924).
  - Peter Pan Handled, film d'animation de Walter Lantz (1925).
  - Peter Pan, film d'animation de Clyde Geronimi, Wilfred Jackson et Hamilton Luske pour les studios Disney (1953).
  - Hook ou la Revanche du capitaine Crochet, film fantastique de Steven Spielberg (1991).
  - Peter Pan 2 : Retour au Pays imaginaire, film de Robin Budd pour les studios Disney (2002).
  - Peter Pan, film fantastique de John Logan (2003).
  - Pan, film fantastique de Joe Wright (2015).
  - Merveilles Imaginaires, film fantastique de Brenda Chapman (2020)
  - Peter Pan et Wendy, film de David Lowery pour les studios Disney (2023).
  - Peter Pan's Neverland Nightmare, film d'horreur de Scott Jeffrey (2025).
- Autres
  - A Kiss for Cinderella, film muet de Herbert Brenon (1924).

### Ouvrages
- Peter Pan d'après le film de Walt Disney, récit d'Édith Vincent d'après le conte de James Matthew barrie, Éditions Les Deux Coqs d'or, Collection Étoile d'or, no 28, 1966